# Joseph Borremans
Pour les articles homonymes, voir Borremans.
Joseph Borremans est un compositeur, organiste et chef d'orchestre belge, né le 25 novembre 1775 à Bruxelles où il est mort le 15 mai 1858.

## Biographie
À Bruxelles, il est maître de chapelle de l'église collégiale de Sainte-Gudule (jusqu'en 1835 ?), organiste de l'église Saint-Nicolas et deuxième chef d'orchestre du Théâtre de la Monnaie, où les œuvres suivantes de sa main sont exécutées :
- le Klapperman ou le Crieur de nuit d'Amsterdam, opéra-comique en un acte représenté le 31 octobre 1804 ;
- la Femme impromptue, opéra bouffe représenté en 1808 ;
- l’Offrande à Vlujmen, scène lyrique représentée le 31 octobre 1816.

Comme organiste, il se fait remarquer, dit-on, par un véritable talent d'improvisation ; comme compositeur religieux, il laisse des messes, des Te Deum, des motets, etc., avec accompagnement d'orchestre.
Le compositeur Charles Borremans est son frère aîné. 